# چالکوسوما
چالکوسوما (نام علمی: Chalcosoma) نام یک سرده از زیرخانواده سوسک‌های کرگدنی است.

## گونه‌ها
- سوسک اطلس
- Chalcosoma caucasus.
- سوسک کرگدنی سه‌شاخ
- سوسک کرگدنی انگاننسیس